# 카어족
카어족(영어: Kxʼa languages)은 은땸꼬에어와 퉁어 방언연속체가 이루는 어족으로, 2010년에 존재가 입증되었다. 투어족 및 코에어족과 더불어 남부 아프리카의 세 토착 어족 중 하나이다. 이 세 어족은 지역적 효과로 인해 언어유형학적으로 비슷한 특징이 많아 한때 ‘코이산어족’이라는 하나의 어족으로 분류되었지만, 오늘날 코이산 제어는 어족으로 여겨지지 않는다.

## 언어
- ǂʼ암코이어
- ǃ쿵어 방언연속체

은땸꼬에어는 과거에 투어족으로 분류되었으나, 은땸꼬에어와 투어족은 양순 흡착음 따위의 지역적 특징을 공유할 뿐이다.
Honken & Heine (2010)는 읽기 어렵고 !쿵어와 혼동하기 쉬운 주ǂ오앙어족 이라는 이름을 대신해 새로 ‘카어족’(Kxʼa)이라는 이름을 지었다. 이 이름은 카어족 언어들이 공유하는 단어인 [kxʼà] (흙, 땅)에서 딴 것이다. 이웃 언어인 콰디어 등도 이 단어를 공유한다.